# Глюконат кальцію
Глюконат кальцію (лат. Calcium gluconate; C12H22СаО14) — кальцієва сіль глюконової кислоти.

## Отримання

### Форми випуску
Розчин для ін'єкцій: 10 % по 5 мл або 10 мл в ампулах;
Таблетки: 50 мг (0,05 г), 500 мг (0,5 г), 650 мг (0,65 г);
Капсули: 500 мг (0,5 г), лише для дорослих

## Фармакодинаміка[7]
Кальцію глюконат — кальцієва сіль глюконової кислоти, що містить 9 % кальцію. Іони кальцію беруть участь:
- у передачі нервових імпульсів
- скороченні гладеньких і скелетних м'язів
- функціонуванні міокарда,
- процесах згортання крові;
- вони необхідні для формування кісткової тканини,
- нормального функціонування інших систем і органів.

Концентрація іонів кальцію в крові знижується при багатьох патологічних процесах; виражена гіпокальціємія сприяє виникненню тетанії.
Кальцію глюконат, крім усунення гіпокальціємії, зменшує проникність судин, чинить протиалергічну, протизапальну, гемостатичну дію, а також зменшує ексудацію.
Іони кальцію є пластичним матеріалом для скелета і зубів, беруть участь у різних ферментативних процесах, регулюють швидкість проведення нервових імпульсів і проникність клітинних мембран.
Іони кальцію необхідні для процесу нервово-м'язової передачі, для підтримки скорочувальної функції міокарда.
На відміну від кальцію хлориду, кальцію глюконат має слабкіший місцево-подразнювальний ефект.

## Фармакокінетика[7]
При прийомі внутрішньо кальцію глюконат частково всмоктується головним чином у тонкому кишечнику. Максимальна концентрація у плазмі крові досягається через 1,2-1,3 години.
Період напіввиведення іонізованого кальцію з плазми крові становить 6,8-7,2 години. Проникає крізь плацентарний бар'єр і екскретується у грудне молоко. Виводиться з організму з сечею та калом.

## Медичне використання

### Низький рівень кальцію в крові
10 % розчин глюконату кальцію (для внутрішньовенного введення) є формою кальцію, яка найбільш широко використовується для лікування низького рівня кальцію в крові.
Ця форма кальцію не так добре засвоюється, як кальцію лактат, і містить лише 0,93 % (930 мг/дл) іонів кальцію (визначається масою 1 г розчиненої речовини в 100 мл розчину, щоб отримати 1 % розчин мас./об).
Тому, якщо гіпокальціємія гостра і важка, замість нього дають хлорид кальцію.

### Високий рівень калію в крові
Глюконат кальцію використовується як кардіопротекторний засіб у людей з високим рівнем калію в крові, однією альтернативою є використання хлориду кальцію.
Рекомендується, коли рівень калію високий (>6,5 ммоль/л) або коли електрокардіограма (ЕКГ) показує зміни через високий рівень калію в крові.
Хоча він не впливає на рівень калію в крові, він знижує збудливість кардіоміоцитів, тим самим знижуючи ймовірність серцевих аритмій.

### Передозування сульфату магнію
Він також використовується для протидії передозуванню сульфатом магнію, який часто призначають вагітним жінкам з метою профілактичного запобігання нападам (як у пацієнта з прееклампсією).
Сульфат магнію більше не дають вагітним жінкам, які переживають передчасні пологи, щоб уповільнити або зупинити їхні скорочення (тепер замість них використовуються інші токолітики через кращу ефективність і профіль побічних ефектів).
Надлишок сульфату магнію призводить до токсичності сульфату магнію, що призводить до пригнічення дихання та втрати глибоких сухожильних рефлексів (гіпорефлексія).

### Опіки фтористоводневою кислотою
Гелеві препарати кальцію глюконату використовують для лікування опіків плавиковою кислотою. Глюконат кальцію реагує з фтористоводневою кислотою з утворенням нерозчинного, нетоксичного фториду кальцію.
На додаток до 2,5 % гелю глюконату кальцію, який наноситься безпосередньо на хімічний опік, людина також може отримувати добавки глюконату кальцію, оскільки іон фтору осаджує кальцій сироватки, викликаючи гіпокальціємію.

### Передозування блокаторів кальцієвих каналів
Глюконат кальцію є життєздатним варіантом у випадках передозування бета-блокаторів із шоком, резистентним до інших заходів.
При лікуванні токсичності блокаторів кальцієвих каналів дозу глюконату кальцію можна вводити у вигляді болюсу або тривалої інфузії. Протягом усього процесу рівень іонізованого кальцію потребує моніторингу, щоб досягти рівня кальцію в два рази вище норми. Варто зазначити, що добавки кальцію є доповненням до інших методів лікування, таких як глюкагон, атропін та терапія гіперінсулінемії/евглікемії для лікування токсичності БКК.

## Спосіб застосування та дози[6]

### Добавки кальцію
- Дорослі 19-50 років: 1000 мг/день перорально кожні 8-12 годин, бажано через 1-2 години після їжі
- Дорослі старше 50 років: 1200 мг/добу перорально кожні 8-12 годин, бажано через 1-2 години після їжі
- Вагітні пацієнти або пацієнти, які годують груддю: 1000/день перорально, розділених кожні 8-12 годин, бажано через 1-2 години після їжі
- Діти 9-18 років: 1300 мг/добу перорально кожні 8-12 годин, бажано через 1-2 години після їжі
- Діти 4-8 років: 800 мг/добу перорально кожні 8-12 годин, бажано через 1-2 години після їжі
- Діти 1-3 років: 500 мг/добу перорально кожні 8-12 годин, бажано через 1-2 години після їжі
- Немовлята 7-12 місяців: 270 мг/день перорально, розділені кожні 8-12 годин, бажано через 1-2 години після їжі
- Немовлята 0-6 місяців: 210 мг/день перорально кожні 8-12 годин, бажано через 1-2 години після їжі

### Низький рівень кальцію в крові

#### Легкий (іонізований кальцій 1-1,2 ммоль/л)
- Лікування симптомів, що не загрожують життю
- Дорослі, перорально: 1-3 г/день у розділених дозах; пероральне насичення може розглядатися та застосовуватися амбулаторно
- Дорослі внутрішньовенно (в/в): 1-2 г протягом 2 годин
- Новонароджені: 500—1500 мг/кг/добу перорально кожні 4-6 годин
- Немовлята/діти: 500—725 мг/кг/день перорально кожні 6-8 годин

#### Важкий (іонізований кальцій менше 1 ммоль/л)
- Дорослі без судом або тетанії: 0,5 мг/кг/год внутрішньовенно (в/в); можна збільшити до 2 мг/кг/год; не перевищувати 3-4 г внутрішньовенно протягом 4 годин
- Дорослим, контролювати рівень кальцію в сироватці крові кожні 4-6 годин, щоб підтримувати рівень кальцію в сироватці крові
- Новонароджені: 200—800 мг/кг/день внутрішньовенно шляхом безперервної інфузії або розділені кожні 6 годин як періодичні інфузії
- Немовлята/діти: 200—500 мг/кг/добу внутрішньовенно шляхом безперервної інфузії або розділені кожні 6 годин як періодичні інфузії

### Гіпокальціємічнатетанія
- Дорослі: 100—300 мг елементарного кальцію (приблизно 3 г глюконату кальцію) внутрішньовенно (в/в) протягом 5-10 хвилин з подальшою безперервною внутрішньовенною інфузією зі швидкістю 0,5 мг/кг/год (можна збільшити до 2 мг/кг/год)
- Діти: 100—200 мг/кг внутрішньовенно протягом 10 хвилин; можна повторити через 6 годин або розпочати безперервну інфузію, щоб не перевищувати 500 мг/кг/добу

### Високий рівень калію в крові
- 1,5-3 г внутрішньовенно (в/в) протягом 2-5 хв

### Передозування сульфату магнію
- 1,5-3 г внутрішньовенно (в/в) протягом 2-5 хв

### Опіки фтористоводневою кислотою
- Актуально: використовуйте 2,5 % гель, помістивши в рукавичку, щоб нанести на руку; якщо гель недоступний, підготуйте 10 % розчин глюконату кальцію в 3-кратному об'ємі гелю KY
- Підшкірно: 10 % глюконат кальцію, не більше 0,5 мл/см² шкіри; не використовувати в цифрах
- Якщо місцеве та/або підшкірне застосування не працює, розгляньте внутрішньоартеріальне
- Внутрішньоартеріальна інфузія кальцію при опіках середнього та важкого ступеня: введіть 10 мл 10 % глюконату кальцію, змішаного з 40-50 мл D5W протягом 4 годин, повторюючи за потреби (необхідно вказати насосом високого тиску)

### Передозування блокаторів кальцієвих каналів
- 60-120 мг/кг/год внутрішньовенно (в/в) або 60 мг/кг в/в протягом 5 хвилин кожні 10-20 хвилин за потреби до 3-4 доз; не перевищувати 3-4 г/дозу

## Побічна дія
Побічні ефекти глюконату кальцію включають нудоту, закреп і розлад шлунку. Швидкі внутрішньовенні ін'єкції глюконату кальцію можуть спричинити гіперкальціємію, яка може призвести до розширення судин, серцевих аритмій, зниження артеріального тиску та брадикардії. Екстравазація глюконату кальцію може призвести до целюліту. Внутрішньом'язові ін'єкції можуть призвести до місцевого некрозу та утворення абсцесу.
Також повідомляється, що ця форма кальцію збільшує нирковий плазмовий потік, утворення сечі, екскрецію натрію, швидкість клубочкової фільтрації та рівні простагландину E2 і F1-альфа.

## Протипоказання
Кальцію глюконат не застосовують пацієнтам з гіперкальціємією, підвищеною чутливістю до кальцію глюконату, саркоїдозом. Крім того, його застосування вимагає обережності у пацієнтів з тяжкою гіпофосфатемією.
Новонародженим внутрішньовенно глюконат кальцію не слід вводити з цефтриаксоном, оскільки цефтриаксон утворює нерозчинні мікрочастинки шляхом зв'язування з кальцієм. У літніх пацієнтів внутрішньовенні системи слід промивати між введенням кальцію та цефтріаксону.
Вважається, що внутрішньовенне введення кальцію протипоказано при гіперкаліємії на тлі токсичності дигоксину. Однак дослідження 2011 року Levin et al. показали відсутність дисритмії протягом 4 годин після прийому кальцію у 23 пацієнтів з діагностованою токсичністю дигоксину, які також отримували кальцій. Таким чином, докази цього протипоказання неясні. У небезпечних для життя випадках гіперкаліємії не слід відмовлятися від прийому глюконату кальцію.

## Взаємодія з іншими лікарськими засобами
При сумісному застосуванні препарати кальцію можуть потенціювати терапевтичні та токсичні ефекти серцевих глікозидів, підвищувати абсорбцію тетрациклінів, токсичність хінідину і знижувати абсорбцію бісфосфонатів зі шлунково-кишкового тракту. 
Глюкокортикостероїди зменшують абсорбцію кальцію. Одночасне застосування з тіазидними діуретиками або кальційвміщуючими препаратами підвищує ризик розвитку гіперкальціємії. Петльові діуретики, навпаки, збільшують виведення кальцію нирками. Кальцію глюконат при одночасному застосуванні зменшує дію кальцієвих блокаторів.

## У харчовій промисловості
Зареєстрований як харчова добавка E578.